# Ernst Lichtblau
Ernst Lichtblau (* 24. Juni 1883 in Wien; † 8. Jänner 1963 ebenda) war ein österreichischer Architekt und Designer.

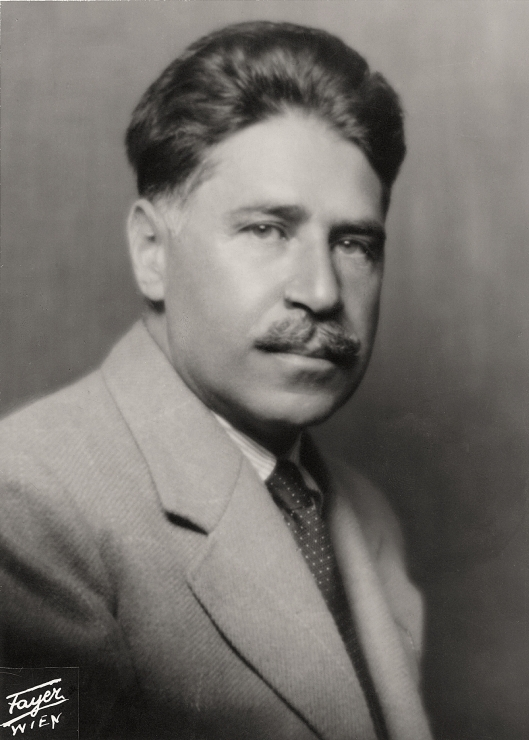
Aufnahme von Georg Fayer, um 1930

## Ausbildung
Der Sohn aus assimilierter jüdischer Familie (der Vater war Geschäftsführer einer Fabrik für Meerschaumpfeifen) absolvierte 1902 jene Staatsgewerbeschule in der Schellinggasse in der Wiener Innenstadt, in die er später (1906 bis 1914) als Lehrer für Möbelzeichnen zurückkehren sollte. Von 1902 bis 1905 studierte er an der Wiener Akademie der bildenden Künste in der Meisterklasse Otto Wagners.

## Leben
Von 1910 bis 1939 war Lichtblau als freiberuflicher Architekt in Wien tätig. Von 1910 bis 1920 war er auch freier Mitarbeiter der Wiener Werkstätte, später stand er in einem Nahverhältnis zur sozialdemokratisch geführten Gemeinde Wien (Rotes Wien), führte eine Wohnberatung, die Beratungsstellung für Inneneinrichtung (BEST), im Karl-Marx-Hof und wirkte am kommunalen Wohnbau mit. Zu Lichtblaus bekanntesten Bauten zählen das aufgrund seiner Fassadengestaltung mit dunkelbraunem Majolikaschmuck der Firma Wienerberger so genannte „Schokoladenhaus“ in Wien-Hietzing, ein Teil des Paul-Speiser-Hofes und ein Doppelwohnhaus in der Wiener Werkbundsiedlung.
1939 musste Lichtblau emigrieren, er erreichte die USA über Großbritannien und wurde zu einem angesehenen Lehrer an der Rhode Island School of Design.
Im Jahr 1990 wurde in Wien-Donaustadt (22. Bezirk) die Lichtblaustraße nach ihm benannt, in Wien-Margareten (5. Bezirk) gibt es einen Ernst-Lichtblau-Park.

## Bauwerke
| Foto |                 | Baujahr   | Name | Standort                                 | Beschreibung | Metadaten                                                           |
| ---- | --------------- | --------- | --- | ---------------------------------------- | --- | ------------------------------------------------------------------- |
| BW   | Datei hochladen | 1913      | Villa Dr. Filek | Wien 13, Linzackergasse 9 Standort       | | P84(Architekt):Ernst Lichtblau P131(Ort):Wien Region-ISO:AT-9       |
| ja   | Datei hochladen | 1914      | Schokoladenhaus HERIS-ID: 41166 Objekt-ID: 41611                                                                           | Wien 13, Wattmanngasse 29 Standort       | | P84(Architekt): P131(Ort):Hietzing Region-ISO:AT-9                  |
| ja   | Datei hochladen | 1914      | Villa Dr. Hoffmann | Wien 13, Kupelwiesergasse 29 Standort    | | P84(Architekt):Ernst Lichtblau P131(Ort):Wien Region-ISO:AT-9       |
| ja   | Datei hochladen | 1915–1918 | Orthopädisches Spital | Wien 5, Gassergasse 44–46 Standort       | Anmerkung: Zunächst als Schulgebäude errichtet wurde es 1915 zum Orthopädischen Spital umgebaut. Heute befindet sich dort wieder eine Schule. | P84(Architekt): P131(Ort):                                          |
| ja   | Datei hochladen | 1922      | zwei Einfamilienhäuser | Wien 13, Meytensgasse 20–22 Standort     | | P84(Architekt):Ernst Lichtblau P131(Ort):Wien Region-ISO:AT-9       |
|      | Datei hochladen | 1923–1924 | Fabrik | Wien 6, Millergasse 6 Standort           | zerstört | P84(Architekt): P131(Ort):                                          |
| ja   | Datei hochladen | 1923–1924 | Umbau und Neufassadierung Wohn- und Geschäftshaus „Zum schwarzen Mohr“ (Sitz der Firma Adolf Lichtblau Raucherrequisiten), | Wien 7, Hermanngasse 17 Standort         | | P84(Architekt): P131(Ort):                                          |
|      | Datei hochladen | 1926      | Inneneinrichtung Juwelierladen                                                                                             | Baden                                    | | P84(Architekt): P131(Ort):                                          |
| ja   | Datei hochladen | um 1926   | Paul-Speiser-Hof (Bauteil II) HERIS-ID: 13779 Objekt-ID: 9990 Wiener Wohnen: 243                                           | Wien 21, Franklinstraße 20 Standort      | → Hauptartikel : Paul-Speiser-Hof f1 | P84(Architekt): P131(Ort):Wien Region-ISO:AT-9                      |
| ja   | Datei hochladen | 1926–1927 | Julius-Ofner-Hof HERIS-ID: 10375 Objekt-ID: 6429 Wiener Wohnen: 97                                                         | Wien 5, Margaretengürtel 22 Standort     | | P84(Architekt):Ernst Lichtblau P131(Ort):Margareten Region-ISO:AT-9 |
|      | Datei hochladen | um 1930   | Buchhandlung Perles | Wien                                     | zerstört | P84(Architekt): P131(Ort):                                          |
|      | Datei hochladen | um 1930   | Kleiderhaus Unger | Wien 3                                   | zerstört | P84(Architekt): P131(Ort):                                          |
|      | Datei hochladen | um 1930   | Schuhgeschäft Popper | Wien 1                                   | zerstört | P84(Architekt): P131(Ort):                                          |
|      | Datei hochladen | um 1930   | Schirmgeschäft Schlossberg                                                                                                 | Wien 1, Ringstraße                       | zerstört | P84(Architekt): P131(Ort):                                          |
| ja   | Datei hochladen | 1930–1932 | Doppelwohnhaus Werkbundsiedlung                                                                                            | Wien 13, Jagdschlossgasse 88–90 Standort | | P84(Architekt): P131(Ort):                                          |
|      | Datei hochladen | 1932      | Inneneinrichtung der Häuser von Hugo Häring, Eugen Wachberger und Arthur Grünberger, Wiener Werkbundsiedlung               | Wien 13                                  | Mobilie | P84(Architekt): P131(Ort):                                          |
|      | Datei hochladen | 1933      | Arbeiterbücherei in der Rasenstadt                                                                                         | Wien 10, Raxstraße 15 Standort           | zerstört | P84(Architekt): P131(Ort):                                          |
|      | Datei hochladen | 1934      | Promenadencafé | Wien 1, Parkring 20                      | zerstört | P84(Architekt): P131(Ort):                                          |
|      | Datei hochladen | 1948      | Wohnung Ernst Lichtblau | Providence, Rhode Island, USA            | | P84(Architekt): P131(Ort):                                          |
|      | Datei hochladen | 1948      | Wohnhausumbau und Einrichtung David Fish                                                                                   | Rhode Island, USA                        | | P84(Architekt): P131(Ort):                                          |
| ja   | Datei hochladen | 1962–1963 | Schule Wien 16 HERIS-ID: 63419 Objekt-ID: 76081                                                                            | Grundsteingasse 48 Standort              | Anmerkung: mit Norbert Schlesinger | P84(Architekt): P131(Ort):Ottakring Region-ISO:AT-9                 |

### Ausstellungen
| Foto |                 | Baujahr   | Name | Standort                                                        | Beschreibung                         | Metadaten                  |
| ---- | --------------- | --------- | --- | --------------------------------------------------------------- | ------------------------------------ | -------------------------- |
|      | Datei hochladen | 1910      | Werkbundausstellung im Österreichischen Museum für Kunst und Industrie                                                                | Wien                                                            | zerstört                             | P84(Architekt): P131(Ort): |
|      | Datei hochladen | 1912      | Frühjahrsausstellung des österreichischen Kunstgewerbes (Gartenpavillon)                                                              | Wien                                                            | zerstört                             | P84(Architekt): P131(Ort): |
|      | Datei hochladen | 1913      | Ausstellung der österreichischen Tapeten-Linkrusta- und Linoleumindustrie, Wien                                                       |                                                                 | zerstört                             | P84(Architekt): P131(Ort): |
|      | Datei hochladen | 1914      | Ausstellung für Gartengestaltung | Wien                                                            | zerstört                             | P84(Architekt): P131(Ort): |
|      | Datei hochladen | 1918–1938 | Installation der Ausstellung „Sculpture 1850–1950“ im Museum of Fine Arts der Universität Rhode Island School of Design in Providence | Rhode Island, USA                                               | zerstört                             | P84(Architekt): P131(Ort): |
|      | Datei hochladen | 1919      | kunstgewerbliche Ausstellung | Wien                                                            | zerstört                             | P84(Architekt): P131(Ort): |
|      | Datei hochladen | 1923      | Arbeiten des modernen österreichischen Kunsthandwerks                                                                                 | Wien                                                            | Mobilie                              | P84(Architekt): P131(Ort): |
|      | Datei hochladen | 1923–1924 | Werkbundausstellung „Die Form“ | Stuttgart, D                                                    | zerstört                             | P84(Architekt): P131(Ort): |
|      | Datei hochladen | 1925      | Internationale kunstgewerbliche Ausstellung Paris                                                                                     | F                                                               | zerstört Anmerkung: Goldene Medaille | P84(Architekt): P131(Ort): |
|      | Datei hochladen | 1927      | Österreichische Kunstgewerbe-Ausstellung in Essen                                                                                     | D                                                               | zerstört                             | P84(Architekt): P131(Ort): |
|      | Datei hochladen | 1927      | Entwurfsausstellung des Österreichischen Museums für Kunst und Industrie                                                              | Wien                                                            | zerstört                             | P84(Architekt): P131(Ort): |
|      | Datei hochladen | 1928      | Ausstellung „Wien und die Wiener“ | Wien                                                            | zerstört                             | P84(Architekt): P131(Ort): |
|      | Datei hochladen | 1929      | Weihnachtsschau | Künstlerhaus Wien                                               | zerstört                             | P84(Architekt): P131(Ort): |
|      | Datei hochladen | 1929      | Österreich auf der internationalen Architektur-Ausstellung (Sportgeschäft)                                                            | Paris, F                                                        | zerstört                             | P84(Architekt): P131(Ort): |
|      | Datei hochladen | 1929      | Wiener Raumkünstler im Österreichischen Museum für Kunst und Industrie (Einwohnraum)                                                  | Wien                                                            | zerstört                             | P84(Architekt): P131(Ort): |
|      | Datei hochladen | 1929–1930 | Wiener Werkbundausstellung | Museum für Kunst und Industrie, Wien                            | zerstört                             | P84(Architekt): P131(Ort): |
|      | Datei hochladen | 1930      | Wiener Werkbundausstellung „Der gute billige Gegenstand“                                                                              | Wien                                                            | zerstört                             | P84(Architekt): P131(Ort): |
|      | Datei hochladen | 1931      | Internationale Raumausstellung in Köln                                                                                                | D                                                               | zerstört                             | P84(Architekt): P131(Ort): |
|      | Datei hochladen | 1949      | Exhibition of Modern Living | Detroit Institute of Arts, USA                                  | zerstört                             | P84(Architekt): P131(Ort): |
|      | Datei hochladen | 1950      | Haiti Bicentennial Exposition in Port-au-Prince                                                                                       | Haiti                                                           | Mobilie                              | P84(Architekt): P131(Ort): |
|      | Datei hochladen | 1953      | Wanderausstellung „America-Design“ | zusammengestellt vom Museum of Modern Art, New York, für Europa | zerstört                             | P84(Architekt): P131(Ort): |